# 無水シュウ酸
無水シュウ酸 (むすいシュウさん, oxalic anhydride) またはオキシランジオン (oxiranedione) とは、化学式C2O3を持つ仮説上の有機化合物である。シュウ酸の無水物あるいはエチレンオキシドの二重ケトンと見ることができ、炭素の酸化物（オキソカーボン）である。
この単純な化合物は2009年時点ではまだどうやら観測されていない。しかし、1998年にP. Strazzoliniらは、無水シュウ酸の二量体と見ることができるジオキサンテトラケトン (C4O6) を合成したと主張した。
あるシュウ酸塩の熱分解や塩化オキサリルを用いたケミルミネセンス反応において、無水シュウ酸が中間体として瞬間的に現れると推測されている。